# Dersu Uzala (pel·lícula de 1975)

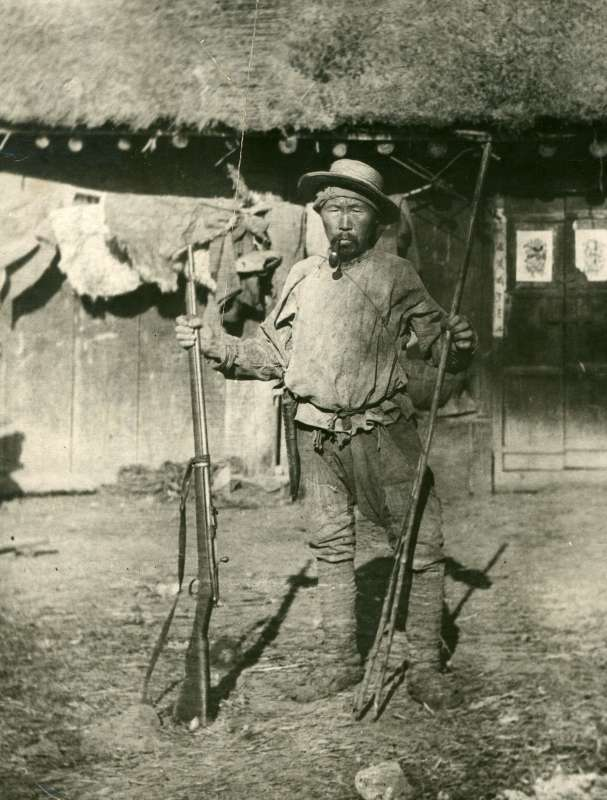
El veritable Dersu Uzala. Fotografia del propi Arseniev cap al 1902-1907.

Dersu Uzala (en rus: Дерсу Узала, en japonès デルス·ウザーラ) és una pel·lícula soviètico-japonesa dirigida per Akira Kurosawa, estrenada el 1975. Ha estat doblada al català.

## Argument
El film relata la improbable però molt forta amistat entre un caçador siberià que viu sol als boscos i un militar topògraf rus, al començament del segle xx. És extreta del relat autobiogràfic de l'oficial-topògraf Vladímir Arséniev, encarregat per l'exèrcit tsarista de fer l'inventari de terres llavors encara inexplorades a la vall de l'Ussuri, a la frontera oriental xinesa amb Rússia.
En el transcurs d'una expedició topogràfica durant l'estiu de 1902, el capità Arséniev i un destacament a les seues ordres coneix Dersu Uzala, un caçador hezhen que viu del comerç de les pells de marta gibelina i coneix la taigà com la seva butxaca. Sota l'impuls d'Arséniev, el destacament de soldats acaba adoptant el vell, que viu des de fa anys completament sol al bosc, arran de la mort de la seva dona, fill i filla per una epidèmia de verola. Dersu esdevé el guia de l'expedició i fa amistat amb Arséniev que anomena respectuosament «Capità». Quan tots dos es perden al crepuscle en una tundra escombrada per un torb, és Dersu, gràcies al seu enginy, que els salva la vida. L'expedició acaba, però, i cadascú ha de partir pel seu costat.
Cinc anys més tard, el 1907, mentre dirigeix una nova expedició topogràfica a la taigà, Arséniev troba per casualitat Dersu. El vell home torna a ser el seu guia; fins al dia en què dispara a un Tigre de Sibèria que vaga al voltant de l'equip. Dersu fereix l'animal sense matar-lo, cosa que l'home entén com un presagi de desgràcia amb els mongols. A partir d'aquest moment, Arséniev assisteix impotent al deteriorament del seu amic: envelleix, la seva vista minva tant que ja no pot caçar per assegurar-se la supervivència; el vell home s'enfonsa en la tristor. Es decideix finalment a acceptar l'asil que li ofereix Arséniev a la seva pròpia casa, amb la seva dona i el seu fill, a Khabàrovsk.
Lluny de la taigà, i malgrat l'afecte que li brinda la família Arséniev, Dersu decau, aclaparat per les regles de la vida urbana. Implora llavors al capità de deixar-lo tornar als boscos que enyora. Arséniev accepta a contracor, i li ofereix en regal d'adéu un molt bon fusell que li pertany. Algun temps més tard, la policia informa l'oficial per un telegrama que el cadàver d'un vell ha estat trobat a prop de la via fèrria del Transsiberià, que du una targeta de visita amb la seva adreça, i que ha d'identificar-lo abans que sigui enterrat. El capità reconeix el cos de Dersu que ha estat probablement mort per un bandit, ja que el fusell ha desaparegut. Quan Arséniev, molt de temps després, torna on el seu amic és enterrat, la tomba ha estat destruïda i els arbres tallats per construir una ciutat.

## Repartiment
- Maksim Mounzouk: Dersu Uzala
- Iuri Solomin: Vladímir Arseniev
- Svetania Daniltxenko: Anna, la seva esposa

## Al voltant de la pel·lícula
- El guió de la pel·lícula és tret del llibre homònim de Vladímir Arséniev, oficial i geògraf de l'exèrcit del Tsar que, entre 1902 i 1907, va efectuar diverses missions d'exploració a la província de l'Ussuri, a l'extrem est siberià, per cartografiar la regió. Àmpliament autobiogràfic, el llibre conta l'amistat que neix entre l'oficial i el seu guia, autèntic «home dels boscos» que viu en total comunió amb la naturalesa. Ja des de 1930 Kurosawa es proposava fer-ne un film, però aleshores el govern soviètic no deixava entrar poc o gaire forasters en aquesta zona del país. Va trigar fins als anys 1970 fins que en rebi l'autorització.[4]
- Kurosawa va imposar Maksim Munzuk al paper de Dersu Uzala contra l'opinió dels productors: l'actor era desconegut i rodava la seva primera pel·lícula.
- Una pel·lícula anterior Dersu Uzala va ser dirigida el 1961 per Agasi Babayan a partir del llibre de Vladimir Arseniev.[5]
- Kurosawa ha dirigit una pel·lícula sobre la naturalesa i sobre l'home, on antigues llegendes siberianes s'uneixen a infinits paisatges de taigà; on es descobreixen tàctiques de supervivència en condicions climàtiques extremes.[6] Segons al filmoteca de Catalunya: «Una sàvia barreja d’emoció i reflexió que contempla la natura amb un respecte panteista i que és una crida a la fraternitat humana basada en l’amor, l’amistat i la generositat.»[7]

## Premis
- Gran Premi al 9è Festival de Moscou[8]
- Oscar a la millor pel·lícula de parla no anglesa el 1976.[9]
- Premi David di Donatello al millor director estranger[6]